# Cristian Dulca
Cristian Alexandru Dulca (Cluj-Napoca, 25 de outubro de 1972) é um ex-futebolista e treinador de futebol romeno que atuava como lateral-direito ou zagueiro. Atualmente está sem clube.

## Carreira
Revelado pelo CFR Cluj, Dulca se profissionalizou em 1992 e jogou pelo clube até 1995. Em seu país, jogou também por Gloria Bistrița, Rapid Bucareste, Ceahlăul Piatra Neamţ, Gaz Metan Mediaș e Universitatea Cluj.
Jogou ainda por Pohang Steelers (Coreia do Sul) e Kispest Honvéd (Hungria), onde teve que encerrar a carreira em 2003, aos 30 anos, devido a um problema cardíaco.

## Pós-aposentadoria
Ainda em 2003, virou treinador e seu primeiro clube na função foi o Minerul Iara (que disputava a terceira divisão nacional na época), onde permaneceu durante um ano. Em 2004 comandou o Avântul Reghin em 13 jogos, voltando ao Universitatea Cluj em fevereiro de 2005 para trabalhar como diretor-executivo. Dulca ainda comandaria os Șepcile roșii em 4 passagens (2009–2010, 2010, 2012  e 2019).
Ele também treinou Vaslui (onde também foi auxiliar-técnico), Delta Tulcea, Gaz Metan Mediaș, Romênia Sub-21, Luceafărul Oradea e Energeticianul. Seu último trabalho foi na seleção feminina da Romênia, onde permaneceu durante 3 anos.

## Carreira internacional
Pela Seleção Romena, Dulca estreou em novembro de 1997, no empate por 1 a 1 com a Espanha, em amistoso disputado na cidade de Palma de Maiorca. Foi convocado para a Copa do Mundo de 1998, na França, atuando contra a Tunísia. Este foi também o último dos 6 jogos do lateral-direito pela seleção.

## Vida pessoal
Seu filho, Marco Dulca (nascido na Coreia do Sul), e seu sobrinho, Alexandru Dulca, também seguem carreira no futebol, atuando como meio-campistas. Além do problema cardíaco que forçou sua aposentadoria como jogador, ele também enfrentou 2 tipos de câncer, mas conseguiu se recuperar em ambos.

## Títulos

### Como jogador
Rapid București
- Campeonato Romeno: 1998–99
- Copa da Romênia: 1997–98

### Como treinador
Luceafărul Oradea
- Liga III: 2017–18